# Banzuke
Un banzuke (番付), numit oficial banzuke-hyō (番付表) este un document care înregistrează clasamentul luptătorilor profesioniști de sumo publicat înainte de fiecare turneu oficial sau honbasho. Termenul se poate referi și la clasamentul în sine. Documentul este publicat în mod normal cu aproximativ două săptămâni înainte de începerea turneului. Pe banzuke, luptătorii sunt distribuiți în est, tipăriți în dreapta, iar în vest, imprimați în stânga. Sunt indicate, de asemenea, shikona (pe nume) fiecărui luptător, orașul natal și rangul său. Partea de sus a paginii începe cu luptătorii cu cel mai mare rang (makuuchi) tipărite cu cele mai mari caractere, până la luptătorii cu cel mai mic clasament din diviziunile ale căror nume sunt scrise cu caractere mult mai mici. Numele de gyōji (arbitri de sumo), yobidashi (asistent), shimpan (judecători), oyakata (foști membri ai Asociației Japonia Sumo) și, ocazional, ale tokoyama (în frizerii) sunt, de asemenea, menționate.

## Istorie
Deși nu este la fel de vechi ca sumo-ul în sine, forma și producția acestui document pot fi identificate încă din 1761 și a fost un element definitoriu al sumo-ului timp de secole.

### Mod de citire
Ca și în stilul tradițional japonez, un banzuke este menit să fie citit de la dreapta la stânga, de sus în jos. Este considerat obiect de colecție de către fanii sumo-ului.

## Pregătirea banzuke
Clasamentul pe banzuke este decis de o adunare compusă din 20 de judecători sumo (shimpan) și trei supraveghetori care se întâlnesc la câteva zile după fiecare turneu oficial.
Adunarea își acordă rândurile mai mult de 600 de luptători din șase divizii pe baza performanței lor din turneul precedent. Nu există reguli specifice pentru clasare, dar regula generală este aceea că un luptător care primește un kachikoshi (majoritatea câștigurilor) va fi ridicat în clasament și un luptător cu un makekoshi (o majoritate de înfrângeri ) va fi scăzut în clasament. Gradul de reușită sau eșec al unui luptător va contribui la decizia adunării judecătorilor de referință pentru a determina cât de sus sau de jos se clasează. 

### Gyōji

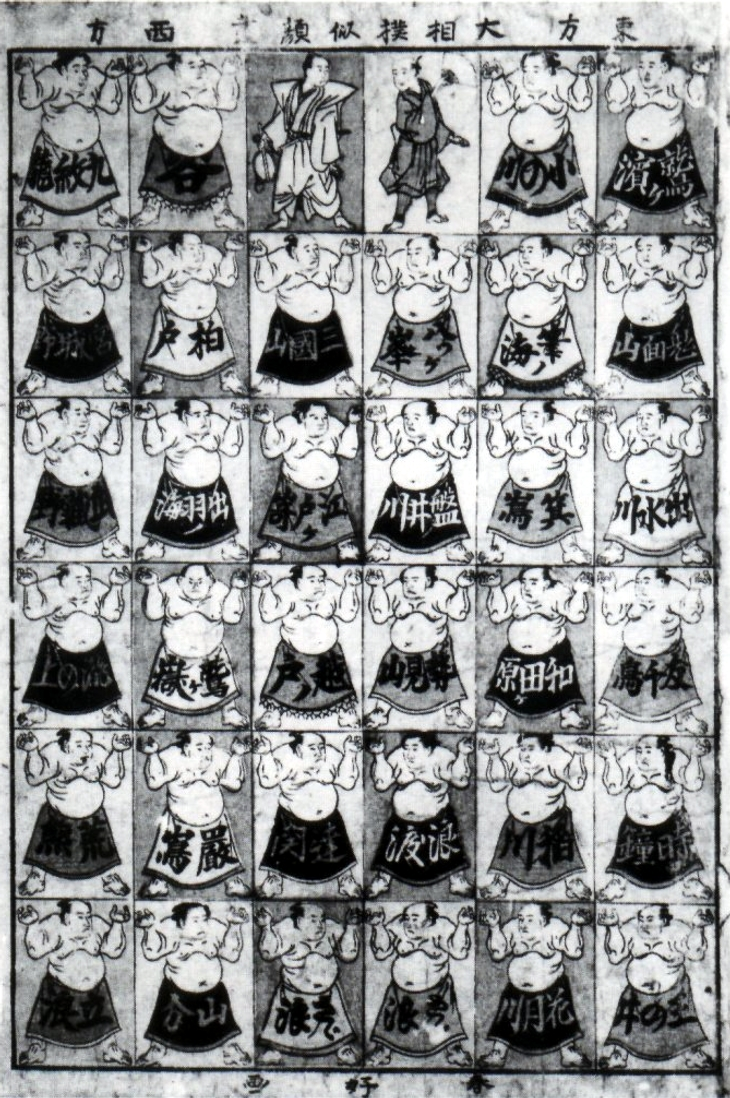
Banzuke- ul turneului din aprilie 1788 cu desene ale luptătorilor

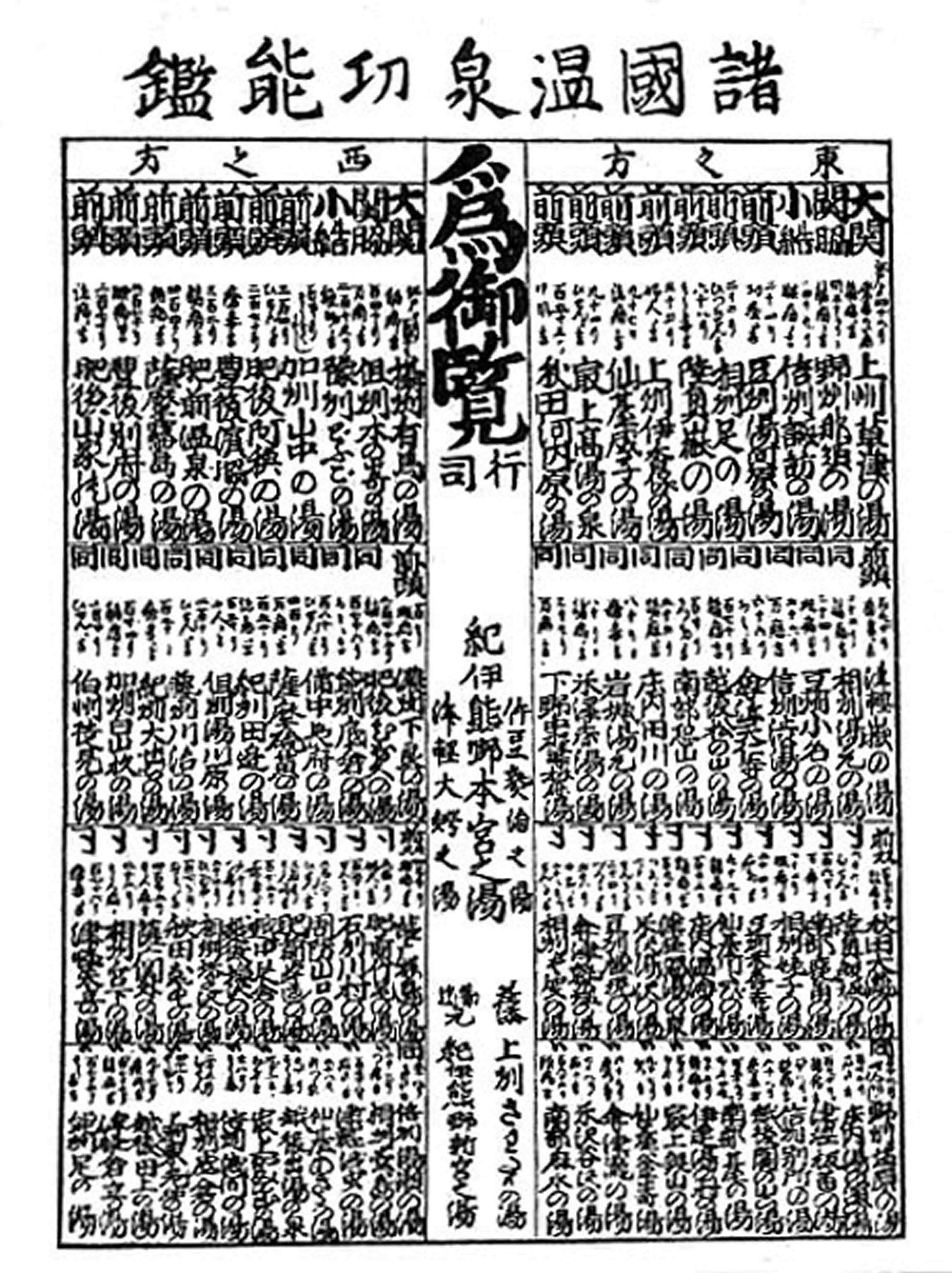
Banzuke pentru Onsen (Shokoku Onsen Kounou Kan諸国温泉効能鑑: literalmente "clasament real Onsen tuturor țărilor"), publicat în februarie 1851 (Kaei epoca 4).

de rang înalt abordează apoi sarcina laborioasă de a copia noile clasamente pe o listă tradițională japoneză de hârtie numită maki. Ei scriu cu atenție personajele kanji ale fiecărui luptător care participă la un turneu într-un stil de caligrafie numit sumo moji. Munca este foarte complexă și necesită o abilitate deosebită. De obicei, durează aproximativ o săptămână pentru a completa documentul. Banzuke-ul este păstrat cu atenție timp de câteva săptămâni înainte de a fi făcut public, de obicei luni cu 13 zile înainte de începerea unui turneu oficial.

### Kokugikan
Banzuke-ul este tipărit la dimensiuni foarte mici pe foi de hârtie de 58 × 44 cm, iar copiile sunt distribuite de Asociația Japonia Sumo. Sălile de sumo cumpără o cantitate mare pentru a le oferi sponsorilor lor. Casele de ceai din Tokyo Sumo Hall (Kokugikan) le cumpără, de asemenea, pentru a le distribui clienților. De asemenea, sunt disponibile pentru o taxă mică pe site-urile turneului.